# Karsten Mützelfeldt
Karsten Mützelfeldt (* 24. April 1958 in Bückeburg) ist ein deutscher Journalist, Musikredakteur und Hörfunkmoderator.

## Leben und Wirken
Mützelfeldt entstammt einer Zahnarztfamilie in Bückeburg und wuchs im Weser-Leine-Bergland auf. Nach seinem Schulabschluss studierte er in Hamburg Musikwissenschaften. 
Er arbeitet als Journalist für den Hörfunk und Musikmagazine. Seit vielen Jahren moderiert er u. a. beim Deutschlandradio und Westdeutschen Rundfunk, dort neben z. B. Bernd Hoffmann und Götz Alsmann die Sendung Jazz twenty 5. 2012 erhielt er zusammen mit Nabil Atassi den Ehrenpreis des WDR Jazzpreises 2013 für herausragende Radiobeiträge im Jazzbereich.